# Belletje
Het belletje (Neoturris pileata) is een hydroïdpoliep uit de familie Pandeidae. De poliep komt uit het geslacht Neoturris. Neoturris pileata werd in 1775 voor het eerst wetenschappelijk beschreven door Forsskål als Medusa pileata.

## Beschrijving

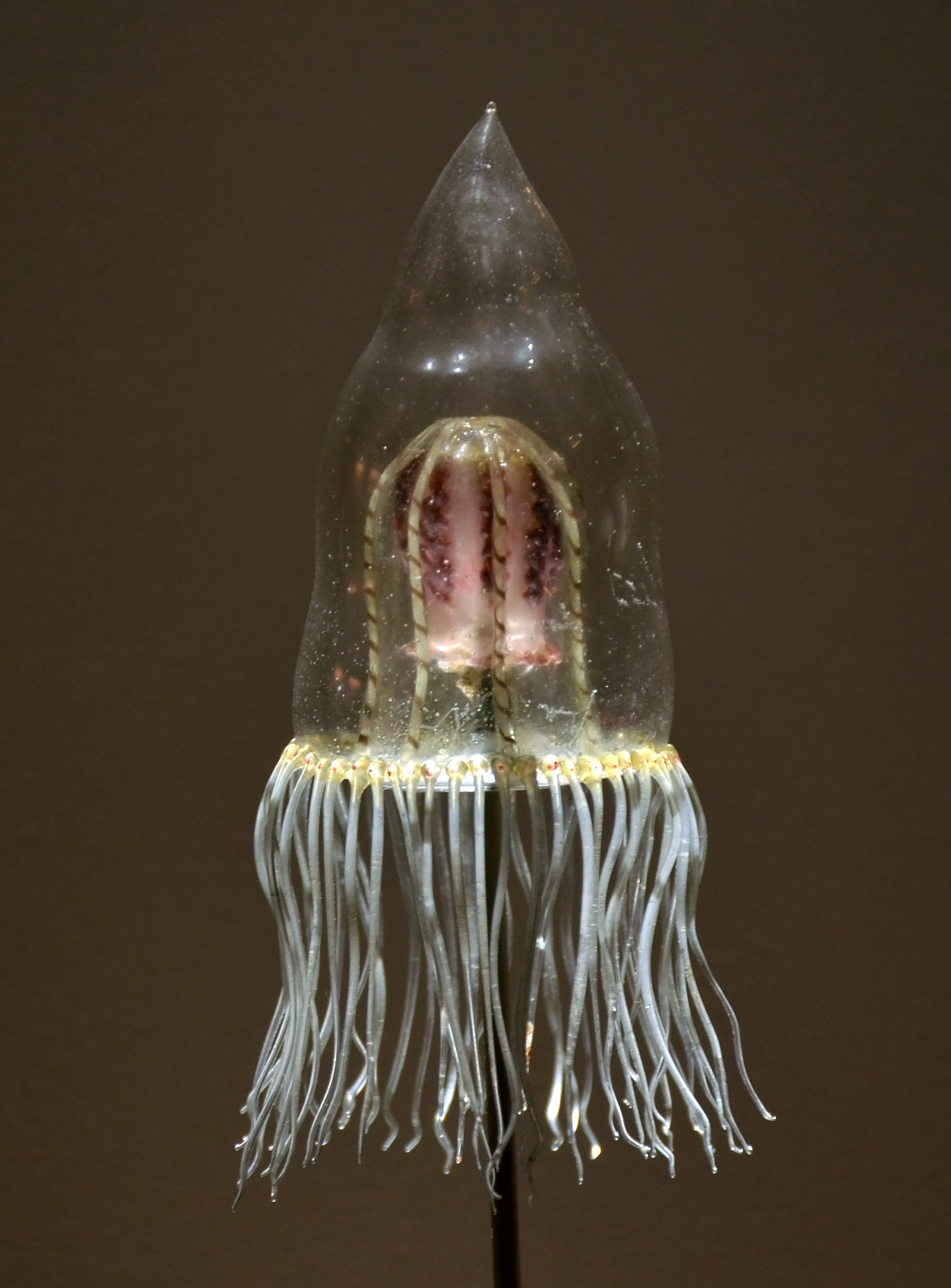
Neoturris pileata

Het belletje is klein: rond de 30 tot 35 mm, die kan oplopen tot 40 mm als de apicale projectie goed ontwikkeld is. De parapluvormige zwemklok is lang met variabele apicale projectie. Deze apicale projectie kan in grootte variëren, afhankelijk van de kwal; het kan meer dan een derde van de totale hoogte van de kwal zijn of zelfs helemaal ontbreken. Het velum is smal en het manubrium (steelachtige structuur die vanuit het midden naar beneden hangt) is groot zonder maagsteel. Haar mond heeft zeer complexe gekartelde en gevouwen lippen. De vier radiale kanalen zijn breed en lintvormig. De geslachtsklieren bevinden zich op de wand van het manubrium in de adradiale positie (8 series met dwarsplooien).
Deze soort heeft veel tentakels rondom zijn parasol, meestal 60 tot 80 tentakels, maar soms tot 90 tentakels. De geslachtsklieren en het manubrium zijn rood-oranje van kleur. Ze heeft geen ocellus.